# Habla el corazón
Habla el corazón es el segundo álbum de estudio de la cantante mexicana Yuridia, Fue lanzado al mercado el 31 de octubre del 2006 en México, y el 5 de diciembre del mismo año en Estados Unidos. 

## Información
Este disco contiene covers de varios artistas internacionales de éxitos de los 80s y los 90s. Nueve canciones son cantadas en español, y una en inglés, además contó con la participación del actor y cantante Patricio Borghetti en el dueto del tema Eclipse Total del Amor y en los coros de las demás canciones del álbum.
El disco logró ventas de más de 100 mil copias el primer día de ventas en México, adjudicándose así un disco de platino, un mes después recibió en Hermosillo Sonora Doble Disco de Platino por la venta de más de 200 mil copias solo en México; mientras que en Estados Unidos ya era disco de oro por más de 120 mil copias vendidas.
Fue el disco número 12 más vendido de 2006 con 10 semanas en el Top y en Pop en Español fue número  8. En el 2007 fue el disco número 19 más vendido con 53 semanas y en Pop en Español fue número 14.

## Sencillos
Se lanzaron como sencillos Como yo nadie te ha amado, Habla el corazón y Eclipse total del amor.

## Nominaciones
Premios Juventud 2007
- Me muero sin ese CD

Premios Oye! 2007
- Disco Femenino Del Año

Premios Billboard 2007
- Álbum Pop Nueva Generación "Habla El Corazón"

## Lista de canciones
| N.º | Título                                                                         | Duración |  |
| 1.  | «Siempre te amaré» (Every Breath You Take)                                     | 3:54     |  |
| 2.  | «Como yo nadie te ha amado» (This Ain't a Love Song)                           | 4:22     |  |
| 3.  | «Habla el corazón» (Listen to Your Heart)                                      | 4:54     |  |
| 4.  | «Otro día más» (Just Another Day)                                              | 4:19     |  |
| 5.  | «Todo lo que hago lo hago por ti» ((Everything I Do) I Do It for You)          | 4:02     |  |
| 6.  | «Eclipse total del amor» (con Patricio Borghetti) (Total Eclipse of the Heart) | 5:24     |  |
| 7.  | «Estar junto a ti» (Angel)                                                     | 4:26     |  |
| 8.  | «Regresa a mí» (Un-Break My Heart)                                             | 4:24     |  |
| 9.  | «The Rose»                                                                     | 3:53     |  |
| 10. | «El hombre del piano» (Piano Man)                                              | 5:19     |  |

## Certificaciones
| País           | Organismo certificador | Certificación    | Ref.  |
| -------------- | ---------------------- | ---------------- | ----- |
| México         | AMPROFON               | 2x Platino + Oro | [ 6 ] |
| Estados Unidos | RIAA                   | Platino          | [ 7 ] |